# Geograpsus
Geograpsus is een geslacht van krabben uit de familie van de Grapsidae.

## Soorten
- Geograpsus crinipes (Dana, 1851)
- Geograpsus depressus (Heller, 1862)
- Geograpsus grayi (H. Milne Edwards, 1853)
- Geograpsus lividus (H. Milne Edwards, 1837)
- Geograpsus longitarsis Dana, 1851
- Geograpsus stormi de Man, 1895